# North American X-15
North American X-15 var et eksperimentelt raketfly fremstillet af den amerikanske flyproducent North American Aviation. Flyet blev anvendt af det amerikanske luftvåben, NASA og den amerikanske flåde i slutningen af 50'erne. Flyet var del af X-serien af eksperimentelle fly.
Flyet opnåede flere rekorder med hensyn til hastighed og flyvehøjde. 13 af flyvningerne nåede højder så piloterne kvalificerede sig til den amerikanske definition af astronaut (at flyve i en højde over 80 km) og to nåede op, så piloten kvalificerede til den internationale definition (over 100 km) med den højeste flyvning værende 107,960 km. Den hurtigste flyvning opnåede en hastighed på 7.274 km/t, hvilket stadig er rekord for fly.
De tre fly, der blev bygget, fløj mellem 17. september 1959 og december 1968 i alt 199 flyvninger.

## Specifikationer
- Besætning: En
- Længde: 15,45 m
- Vingespænd: 6,8 m
- Højde: 4,12 m
- Vingeareal: 18.6 m²
- Tomvægt: 6.620 kg
- Fuldvægt: 15.420 kg
- Motor: Thiokol XLR99-RM-2 raketmotor
- Ydeevne: 313 kN
- Maksimal hastighed: Mach 6,85 (7,274 km/t)
- Rækkevidde: 450 km
- Tophøjde: 108 km (354.330 ft)
- Stigningsrate: 18.000 m/min (60.000 ft/min)
- Trykkraft: 829 kg/m²
- Kraft til vægt-forhold: 2,07